# Dagshai
Dagshai är en ort i Indien.   Den ligger i distriktet Solan och delstaten Himachal Pradesh, i den norra delen av landet, 250 km norr om huvudstaden New Delhi. Dagshai ligger 1 824 meter över havet och antalet invånare är 2 994.
Terrängen runt Dagshai är huvudsakligen kuperad. Dagshai ligger uppe på en höjd. Runt Dagshai är det tätbefolkat, med 356 invånare per kvadratkilometer. Närmaste större samhälle är Solan, 6,0 km nordost om Dagshai. I omgivningarna runt Dagshai växer huvudsakligen savannskog.